# Bruninha
Bruna Santos Nhaia (Castro, 16 de junho de 2002), mais conhecida como Bruninha ou Bruna, é uma futebolista brasileira. Atualmente, atua como lateral direita do NJ/NY Gotham FC, clube da NWSL, e da seleção brasileira feminina.

## Carreira de clube
Nascida em Castro, no Paraná, Bruninha ingressou nas categorias de base da Chapecoense após um período experimental em 2016. Em 2018 estreou pela primeira vez no time, mas mudou-se para o Internacional em 2019; ela foi inicialmente direcionada para o time sub-18.
Bruninha começou a atuar no time titular do Inter durante a campanha de 2020, marcando um gol em sua estreia na vitória por 3 a 0 fora de casa contra o Vitória em 5 de setembro. Em fevereiro de 2021, mudou-se para o Santos FC .
Em 23 de agosto de 2022, o Santos FC transferiu Bruninha para o NJ/NY Gotham FC da American National Women's Soccer League por um valor não revelado.

## Seleção Brasileira
Foi convocada para a Seleção Brasileira, na Copa do Mundo de 2023.